# Bematistes alcinoe
Bematistes alcinoe är en fjärilsart som beskrevs av Felder 1865. Bematistes alcinoe ingår i släktet Bematistes och familjen praktfjärilar. Inga underarter finns listade i Catalogue of Life.